# John R. Baylor
John Robert Baylor, né le 27 juillet 1822 à Paris dans le Kentucky et mort le 6 février 1894, est un dirigeant politique et militaire américain. 
Il occupe diverses fonctions durant sa carrière comme journaliste, homme politique et officier supérieur de l'armée des États confédérés,. Après avoir été démis de ses fonctions d'agent des Affaires indiennes, il devient l'un des rédacteurs fondateurs de The White Man, un journal du nord du Texas opposé aux peuples indiens, et un critique sévère du gouverneur Sam Houston.
Pendant la guerre civile américaine, Baylor dirige les forces confédérées du Texas au Nouveau-Mexique et est nommé premier gouverneur du territoire de l'Arizona. Il est confirmé dans ce rôle par le président confédéré Jefferson Davis. Lors d'une altercation, Baylor tue le rédacteur en chef d'un journal rival.
Baylor utilise son rôle de gouverneur pour ordonner à son régiment d'exterminer les Apaches sur son territoire, décision désapprouvée par Davis qui le démet de ses fonctions de gouverneur.
Plus tard, Baylor s'installe à San Antonio et est élu au gouvernement de l'État en tant que législateur. En 1881, il tue à nouveau un homme dans une rixe mais est acquitté lors du procès. Devenu éleveur, il meurt en 1894 dans son ranch.

## Biographie

### Jeunesse
John Robert Baylor naît à Paris dans le Kentucky le 27 juillet 1822. Ses parents sont John Walker Baylor, chirurgien en second au septième régiment d'infanterie et Sophie Marie, née Wiedner. Son père est le fils du capitaine Walker Baylor qui commanda la George Washington's Life Guard (en) de la troisième Continental Army lors de la bataille de Germantown pendant la Révolution américaine.
Plusieurs de ses frères ont connu la guerre. John Walker Baylor (1813-1836) a combattu lors de la révolution texane, Henri Weidner Baylor (1818–1853) a lui combattu dans la guerre américano-mexicaine. Son autre frère, George Wythe Baylor (1832–1916) s'engage également dans l'armée où il finit par atteindre le grade de colonel. La famille suit le père dans ses différentes affectations comme assistant chirurgien auprès du septième régiment d'infanterie. Leur oncle, R.E.B. Baylor, est juge associé à la Cour suprême du Texas et cofondateur de l'Université Baylor. Un grand-oncle, le colonel George R. Baylor, a servi pendant la Révolution américaine.

### Installation au Texas
À 18 ans, Baylor s'installe dans le comté de Fayette au Texas, où se trouve également son frère. En 1840, il rejoint une armée de volontaires du Texas pour lutter contre les Indiens Comanches. En 1844, il épouse Emily Hanna avec qui il aura sept fils et trois filles.
D'abord éleveur de bétail, il décide de s'engager en politique et est élu comme député de l'État du Texas en 1851 : il y siège de 1852 à 1854. Reçu au barreau de l'État en 1853, il est nommé agent des affaires indiennes auprès des Cornanches sur la  Clear Fork Brazos River (en) en 1855. Il est démis de ses fonctions deux ans plus tard pour avoir accusé les Comanches de la réserve d'appuyer d'autres Comanches, non liés à la réserve, dans des raids à la frontière et pour s'être opposé à son supérieur Robert S. Neighbors.
Il devient alors un farouche opposant du gouverneur Sam Houston, affirmant qu'il n'en fait pas assez pour défendre les colons du nord du Texas contre les Comanches et les Apaches Lipans. Il participe aux réunions anti-indiennes qui se déroulent dans l'État et, en 1860, devient cofondateur et rédacteur en chef d'un journal local appelé The White Man qui préconise l'expulsion des Indiens du nord du Texas. Installé à Jacksboro, ville située sur la route postale de Butterfield Overland, il peut ainsi toucher environ 1 000 lecteurs. Il organise également une milice d'environ 1 000 hommes pour faire campagne contre les Comanches.

### Guerre civile américaine
Après la sécession du Texas de l'Union, Baylor est nommé lieutenant-général confédéré aux commandes du 2nd Texas Cavalry Regiment (également connu sous le nom de 2nd Texas Mounted Rifles),. Ses troupes envahissent le sud-ouest du Territoire du Nouveau-Mexique et occupent Fort Bliss .

#### Gouverneur du territoire de l'Arizona (1861–1862)
Après sa victoire lors de la première bataille de Mesilla (25 juillet 1861) et la reddition des forces américaines dans la région, Baylor se proclame gouverneur du territoire de l'Arizona, une région englobant la moitié sud du Nouveau-Mexique et de l'Arizona. Sa nomination est confirmée par le Congrès confédéré et il est promu colonel en 1861. Le 18 janvier 1862, le territoire naissant est officiellement inclus dans les États confédérés.
Bientôt, un désaccord sur des articles critiques du Mesilla Times conduit à une bagarre entre Baylor et le rédacteur en chef, Robert P. Kelly, qu'il tue. Le procureur général Marcus H. MacWillie, membre du cabinet d'État de Baylor, le gracie officiellement. MacWillie est par la suite récompensé lorsque Baylor orchestre son élection au 1er Congrès des États confédérés.
Baylor est connu pour avoir ordonné à son régiment de cavalerie d'exterminer les Apaches, avec lequel les colons envahisseurs étaient en conflit. Il a donné l'ordre suivant à ses hommes :

« Usez de tous les moyens pour persuader les Apaches ou toute tribu de venir dans le but de faire la paix, et quand ils sont réunis, tuez tous les Indiens adultes et prenez les enfants prisonniers et vendez-les pour couvrir les frais engagés pour tuer les adultes. Achetez du whisky et d'autres produits qui pourraient être nécessaires pour les Indiens et je commanderai des bons pour couvrir le montant dépensé. Ne négligez rien pour vous assurer du succès de l'opération et ayez un nombre suffisant d'hommes autour pour qu'aucun Indien n'en réchappe. »

Lorsque la nouvelle de cet ordre parvient au président confédéré Jefferson Davis, il relève Baylor du poste de gouverneur et le révoque de ses fonctions de colonel. La note de Davis du 23 mars 1863 au secrétaire à la guerre stipule : « Cette lettre [est] l'aveu d'un crime infâme et l'affirmation de ce à quoi ne devraient pas être associées les troupes au Texas (…) »

#### Chambre des représentants (1863–1865)
Baylor est ensuite élu au 2e Congrès des États confédérés, siégeant de 1863 à 1865. Il reprend ses fonctions de colonel et lève une nouvelle armée pour reprendre le territoire de l'Arizona lorsque la guerre civile américaine prend fin deux semaines plus tard.

### Fin de vie
Dans les années d'après-guerre, Baylor s'installe à San Antonio. En 1873, il fait campagne sans succès pour obtenir la nomination du parti démocrate au poste de gouverneur du Texas, contre Richard Coke.
En 1876, au plus fort de la guerre des Black Hills, il offre ses services à l'armée américaine contre les Lakotas.
En 1878, il établit un ranch important dans le comté d'Uvalde et prospère, mais il continue d'être impliqué dans des affrontements violents et aurait tué un homme au début des années 1880 dans une querelle à propos de bétail. Ce meurtre se produit dans le comté d'Uvalde ; la victime s’appelle Gilchrist. John R. Baylor n'est jamais condamné pour ce crime.
Il meurt dans son ranch le 6 février 1894, à l'âge de 71 ans. Il est enterré au cimetière de l'église de l'Ascension[réf. souhaitée].

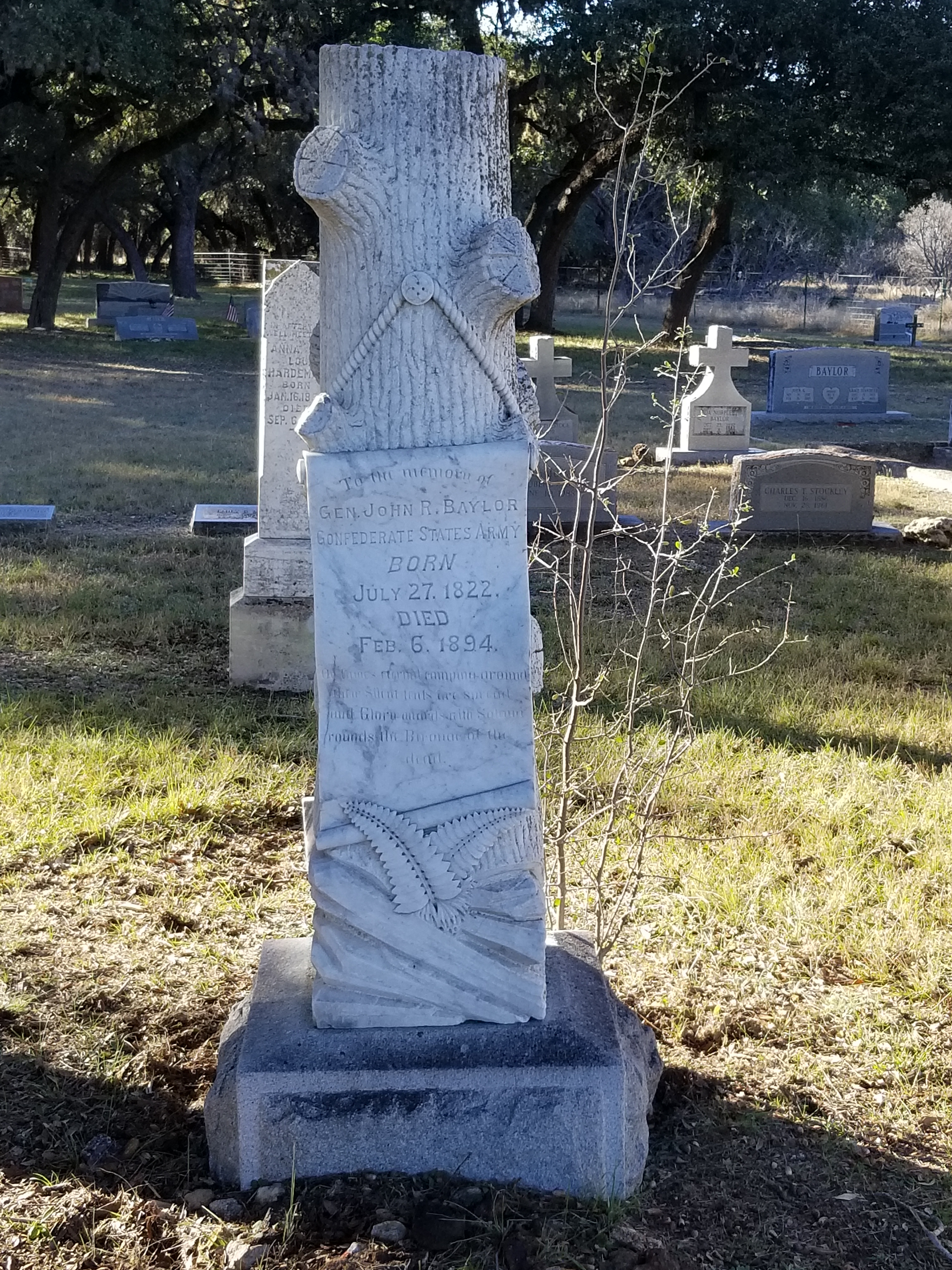

### Articles
- (en) Robert P. Perkins, « John Robert Baylor: The Life and Times of Arizona's Confederate Governor », sur Col. Sherod Hunter Camp No. 1525, Sons of Confederate Veterans, n.d..
- (en) Jerry Thompson, « Baylor, John Robert », sur Handbook of Texas Online, Texas State Historical Association, 12 juin 2010.
- (en) Murray Smolens, « Days Past: John R. Baylor, first Governor of Arizona Territory », Western News & Info, Prescott, Arizona,‎ 5 mars 2017 (lire en ligne).

### Monographie
- Bruce S. Allardice, Confederate Colonels, University of Missouri Press, 2008.
- Bruce S. Allardice, More Generals in Gray, Louisiana State University Press, 1995,  (ISBN 0-8071-3148-2).
- Thomas Katheder, The Baylors of Newmarket: The Decline and Fall of a Virginia Planter Family. New York and Bloomington, Ind., 2009.
- Jerry Don Thompson, Colonel John Robert Baylor: Texas Indian Fighter and Confederate Soldier, Hillsboro, Texas: Hill Junior College Press, 1971.